# Bart Gabriëls
Bart Gabriëls (Den Dungen, 16 december 1984) is een Nederlands honkballer.
Gabriëls speelde in zijn jeugd voor De Knuppelaars in Rosmalen. In zijn aspirantentijd verhuisde hij naar de Twins in Oosterhout en kwam vervolgens van 2002 tot 2003 in de hoofdklasse uit voor het eerste team aldaar. Nadat de vereniging degradeerde ging hij in 2004 spelen in de hoofdklasse voor Almere en in 2005 voor HCAW in Bussum. Gabriëls slaat en gooit rechts en staat opgesteld als korte stop of aangewezen slagman.
Gabriëls studeerde commerciële economie aan de Hogeschool van Tilburg en de Universiteit van Tilburg en is tevens sinds 2002 coördinator en instructeur voor de Nederlandse Honkbal Bond waar hij verantwoordelijk is voor het opleiden en trainen van talenten uit de regio Brabant. In de winter van 2009 kwam hij tevens uit in Australië voor de Gosnell Hawks.